# Cyclingteam Jo Piels/2013
Deze pagina geeft een overzicht van de Cyclingteam Jo Piels-wielerploeg in 2013. 

## Algemene gegevens
Algemeen manager: Rijk Vink
Ploegleiders: Rijk Vink, Han Vaanhold, Sjaak van Hooft
Fietsmerk: Eddy Merckx
Budget: niet bekend

## Renners
| Naam                 | Geboortedatum | Nationaliteit | Ploeg 2012        |
| -------------------- | ------------- | ------------- | ----------------- |
| Johim Ariesen        | 16-03-1988    | Nederland     | KOGA Cycling Team |
| Koen Bouwman         | 02-12-1993    | Nederland     | Neo               |
| Bram de Kort         | 07-06-1991    | Nederland     |                   |
| Berden de Vries      | 10-03-1989    | Nederland     | Neo               |
| Robert de Greef      | 27-08-1991    | Nederland     | Stage             |
| Jasper Hamelink      | 12-01-1990    | Nederland     |                   |
| Jochem Hoekstra      | 21-10-1992    | Nederland     | Stage             |
| Steven Lammertink    | 04-12-1993    | Nederland     |                   |
| Daan Meijers         | 11-04-1991    | Nederland     | Neo               |
| Frank Niewold        | 13-08-1985    | Nederland     | Neo               |
| Stefan Poutsma       | 10-09-1991    | Nederland     |                   |
| Sjors Roosen         | 18-09-1991    | Nederland     |                   |
| Rens te Stroet       | 23-09-1989    | Nederland     |                   |
| Sven van Luijk       | 13-10-1989    | Nederland     |                   |
| Geert van der Weijst | 06-04-1990    | Nederland     |                   |
| Tom Vermeer          | 28-12-1985    | Nederland     | Nutrixxion-Abus   |

## Overwinningen
| Ronde van Loir-et-Cher 4e etappe: Tom Vermeer Ronde van Overijssel Winnaar: Tom Vermeer Carpathia Couriers Paths, Beloften 3e etappe: Stefan Poutsma Eindklassement: Stefan Poutsma Ronde van Gironde 4e etappe: Geert van der Weijst Kreiz Breizh Elites 4e etappe: Geert van der Weijst |

2002 · 2003 · 2004 · 2005 · 2006 · 2007 · 2008 · 2009 · 2010 · 2011 · 2012 · 2013